# Codice ATC S01
Il codice ATC S01 "Farmaci Oftalmologici" è un sottogruppo terapeutico del sistema di classificazione Anatomico Terapeutico e Chimico, un sistema di codici alfanumerici sviluppato dall'OMS per la classificazione dei farmaci e altri prodotti medici. Il sottogruppo S01 fa parte del gruppo anatomico S degli organi di senso.
Codici per uso veterinario (codici ATCvet) possono essere creati ponendo la Q di fronte al codice ATC umano: QS... I codici ATCvet senza corrispondente codice ATC umano sono riportati nella lista seguente con la Q iniziale.
Numeri nazionali della classificazione ATC possono includere codici aggiuntivi non presenti in questa lista, che segue la versione OMS.

## S01A Anti-infettivi

### S01AA Antibiotici
S01AA01 Cloramfenicolo
S01AA02 Clortetraciclina
S01AA03 Neomicina
S01AA04 Ossitetraciclina
S01AA05 Tirotricina
S01AA07 Framicetina
S01AA09 Tetraciclina
S01AA10 Natamicina
S01AA11 Gentamicina
S01AA12 Tobramicina
S01AA13 Acido fusidico
S01AA14 Benzilpenicillina
S01AA15 Diidrostreptomicina
S01AA16 Rifamicina
S01AA17 Eritromicina
S01AA18 Polimixina B
S01AA19 Ampicillina
S01AA20 Antibiotici in combinazione con altri farmaci
S01AA21 Amikacina
S01AA22 Micronomicina
S01AA23 Netilmicina
S01AA24 Kanamicina
S01AA25 Azidamfenicolo
S01AA26 Azitromicina
S01AA27 Cefuroxima
S01AA30 Combinazioni di differenti antibiotici
QS01AA90 Cloxacillina

### S01AB Sulfonamidici
S01AB01 Sulfametizolo
S01AB02 Sulfafurazolo
S01AB03 Sulfadicramide
S01AB04 Sulfacetamide
S01AB05 Sulfafenazolo

### S01AD Antivirali
S01AD01 Idoxuridina
S01AD02 Trifluridina
S01AD03 Aciclovir
S01AD05 Interferone
S01AD06 Vidarabina
S01AD07 Famciclovir
S01AD08 Fomivirsen
S01AD09 Ganciclovir

### S01AE Fluorochinoloni
S01AE01 Ofloxacina
S01AE02 Norfloxacina
S01AE03 Ciprofloxacina
S01AE04 Lomefloxacina
S01AE05 Levofloxacina
S01AE06 Gatifloxacina
S01AE07 Moxifloxacina
S01AE08 Besifloxacina

### S01AX Altri anti-infettivi
S01AX01 Composti del Mercurio
S01AX02 Composti dell'Argento
S01AX03 Composti dello Zinco
S01AX04 Nitrofural
S01AX05 Bibrocatolo
S01AX06 Resorcinolo
S01AX07 Borace
S01AX08 Examidina
S01AX09 Clorexidina
S01AX10 Sodio propionato
S01AX14 Dibrompropamidina
S01AX15 Propamidina
S01AX16 PiclOxidina
S01AX18 Iodopovidone

## S01B Agenti anti-infiammatori

### S01BA Corticosteroid, piani
S01BA01 Desametasone
S01BA02 Idrocortisone
S01BA03 Cortisone
S01BA04 Prednisolone
S01BA05 Triamcinolone
S01BA06 Betametasone
S01BA07 Fluorometolone
S01BA08 Medrisone
S01BA09 Clobetasone
S01BA10 Alclometasone
S01BA11 Desonide
S01BA12 Formocortal
S01BA13 Rimexolone
S01BA14 Loteprednolo
S01BA15 Fluocinolone acetonide

### S01BB Corticosteroidi e midriasi in combinazione
S01BB01 Idrocortisone e midriasi
S01BB02 Prednisolone e midriasi
S01BB03 Fluorometolone e midriasi
S01BB04 Betametasone e midriasi

### S01BC Agenti anti-infiammatori, non steroidei
S01BC01 Indometacina
S01BC02 Ossifenbutazone
S01BC03 Diclofenac
S01BC04 Flurbiprofene
S01BC05 Ketorolac
S01BC06 Piroxicam
S01BC07 Bendazac
S01BC08 Acido salicilico
S01BC09 Pranoprofene
S01BC10 Nepafenac
S01BC11 Bromfenac

## S01C Agenti anti infiammatori e anti-infettivi in combinazione

### S01CA Corticosteroidi e anti-infettivi in combinazione
S01CA01 Dexametasone e anti infettivi
S01CA02 Prednisolone e anti infettivi
S01CA03 Idrocortisone e anti infettivi
S01CA04 Fluocortolone e anti infettivi
S01CA05 Betametasone e anti infettivi
S01CA06 Fludrocortisone e anti infettivi
S01CA07 Fluorometolone e anti infettivi
S01CA08 Metilprednisolone e anti infettivi
S01CA09 Cloroprednisone e anti infettivi
S01CA10 Fluocinolone acetonide e anti infettivi
S01CA11 Clobetasone e anti infettivi

### S01CB Corticosteroidi/anti-infettivi/midriasi in combinazione
S01CB01 Dexametasone
S01CB02 Prednisolone
S01CB03 Idrocortisone
S01CB04 Betametasone
S01CB05 Fluorometolone

### S01CC Agenti anti infiammatori, non steroidei e anti-infettivi in combinazione
S01CC01 Diclofenac e anti infettivi
S01CC02 Indometacina e anti infettivi

## S01E Anti-glaucoma preparazioni e miotici

### S01EA Simpaticomimetici per la terapia del glaucoma
S01EA01 Epinefrina
S01EA02 Dipivefrina
S01EA03 Apraclonidina
S01EA04 Clonidina
S01EA05 Brimonidina
S01EA51 Epinefrina, combinazioni

### S01EB Parasimpaticomimetici
S01EB01 Pilocarpina
S01EB02 Carbacolo
S01EB03 Ecotiopato
S01EB04 Demecario
S01EB05 Fisostigmina
S01EB06 Neostigmina
S01EB07 Fluostigmina
S01EB08 Aceclidina
S01EB09 Acetilcolina
S01EB10 Paraoxon
S01EB51 Pilocarpina, combinazioni
S01EB58 Aceclidina, combinazioni

### S01EC Carbonato deidratasi inibitori
S01EC01 Acetazolamide
S01EC02 Diclofenamide
S01EC03 Dorzolamide
S01EC04 Brinzolamide
S01EC05 Metazolamide
S01EC54 Brinzolamide, combinazioni

### S01ED Agenti beta bloccanti
S01ED01 Timololo
S01ED02 Betaxololo
S01ED03 Levobunololo
S01ED04 Metipranololo
S01ED05 Carteololo
S01ED06 Befunololo
S01ED51 Timololo, combinazioni
S01ED52 Betaxololo, combinazioni
S01ED54 Metipranololo, combinazioni
S01ED55 Carteololo, combinazioni

### S01EE Analoghi della prostagleina
S01EE01 Latanoprost
S01EE02 Unoprostone
S01EE03 Bimatoprost
S01EE04 Travoprost
S01EE05  Tafluprost

### S01EX Altre preparazioni antiglaucoma
S01EX01 Guanetidina
S01EX02 Dapiprazolo

## S01F Midriasi e cicloplegici

### S01FA Anticolinergici
S01FA01 Atropina
S01FA02 Scopolamina
S01FA03 Metilscopolamina
S01FA04 Ciclopentolato
S01FA05 Omatropina
S01FA06 Tropicamide
S01FA54 Ciclopentolato, combinazioni
S01FA56 Tropicamide, combinazioni

### S01FB Simpaticomimetici escluse preparazioni antiglaucoma
S01FB01 Fenilefrina
S01FB02 Efedrina
S01FB03 Ibopamina
QS01FB90 Oxedrina
QS01FB99 Simpaticomimetici, combinazioni

## S01G Decongestionanti e antiallergici

### S01GA Simpaticomimetici usati come decongestionanti
S01GA01 Nafazolina
S01GA02 Tetrizolina
S01GA03 Xilometazolina
S01GA04 Oximetazolina
S01GA05 Fenilefrina
S01GA06 Oxedrina
S01GA51 Nafazolina, combinazioni
S01GA52 Tetrizolina, combinazioni
S01GA53 Xilometazolina, combinazioni
S01GA55 Fenilefrine, combinazioni
S01GA56 Oxedrine, combinazioni

### S01GX Altri antiallergici
S01GX01 Acidocromoglicico
S01GX02 Levocabastina
S01GX03 Acido spaglumico
S01GX04 Nedocromil
S01GX05 Lodoxamide
S01GX06 Emedastina
S01GX07 Azelastina
S01GX08 Ketotifene
S01GX09 Olopatadina
S01GX10 Epinastina
S01GX11 Alcaftadina
S01GX51 Acido cromoglicico, combinazioni

## S01H Anestetici locali

### S01HA Anestetici locali
S01HA01 Cocaina
S01HA02 Ossibuprocaina
S01HA03 Tetracaina
S01HA04 PrOssimetacaina
S01HA05 Procaina
S01HA06 Cincocaina
S01HA07 Lidocaina
S01HA30 combinazioni

## S01J Agenti diagnostici

### S01JA Agenti coloranti
S01JA01 Fluoresceina
S01JA02 Rosa bengala
S01JA51 Fluoresceina, combinazioni

## S01K Apparecchi chirurgici

### S01KA Sostanze viscoelastiche
S01KA01 Acido ialuronico
S01KA02 Ipromellosio
S01KA51 Acido ialuronico, combinazioni

### S01KX Altri apparecchi chirurgici
S01KX01 Cimotripsina

## S01L Agenti per disturbi vascolari oculari

### S01LA Agenti anti-neovascolarizzazione
S01LA01 Verteporfina
S01LA02 Anecortave
S01LA03 Pegaptanib
S01LA04 Ranibizumab
S01LA05 Aflibercept

## S01X Altri oftamologici

### S01XA Altri oftamologici
S01XA01 Guaiazulene
S01XA02 Retinolo
S01XA03 Cloruro di sodio, ipertonico
S01XA04 Ioduro di potassio
S01XA05 Edetato di sodio
S01XA06 Etilmorfina
S01XA07 Allume
S01XA08 Acetilcisteina
S01XA09 Iodoeparinato
S01XA10 Inosina
S01XA11 Nandrolone
S01XA12 Dexpantenolo
S01XA13 Alteplase
S01XA14 Eparina
S01XA15 Acido ascorbico
S01XA18 Ciclosporina
S01XA19 Cellule staminali limbari, autologo
S01XA20 Lacrime artificiali e altre differenti preparazioni
S01XA21 Mercaptamina
S01XA22 Ocriplasmina
QS01XA91 Pirenossina